# Cratere Eudoxus (Luna)

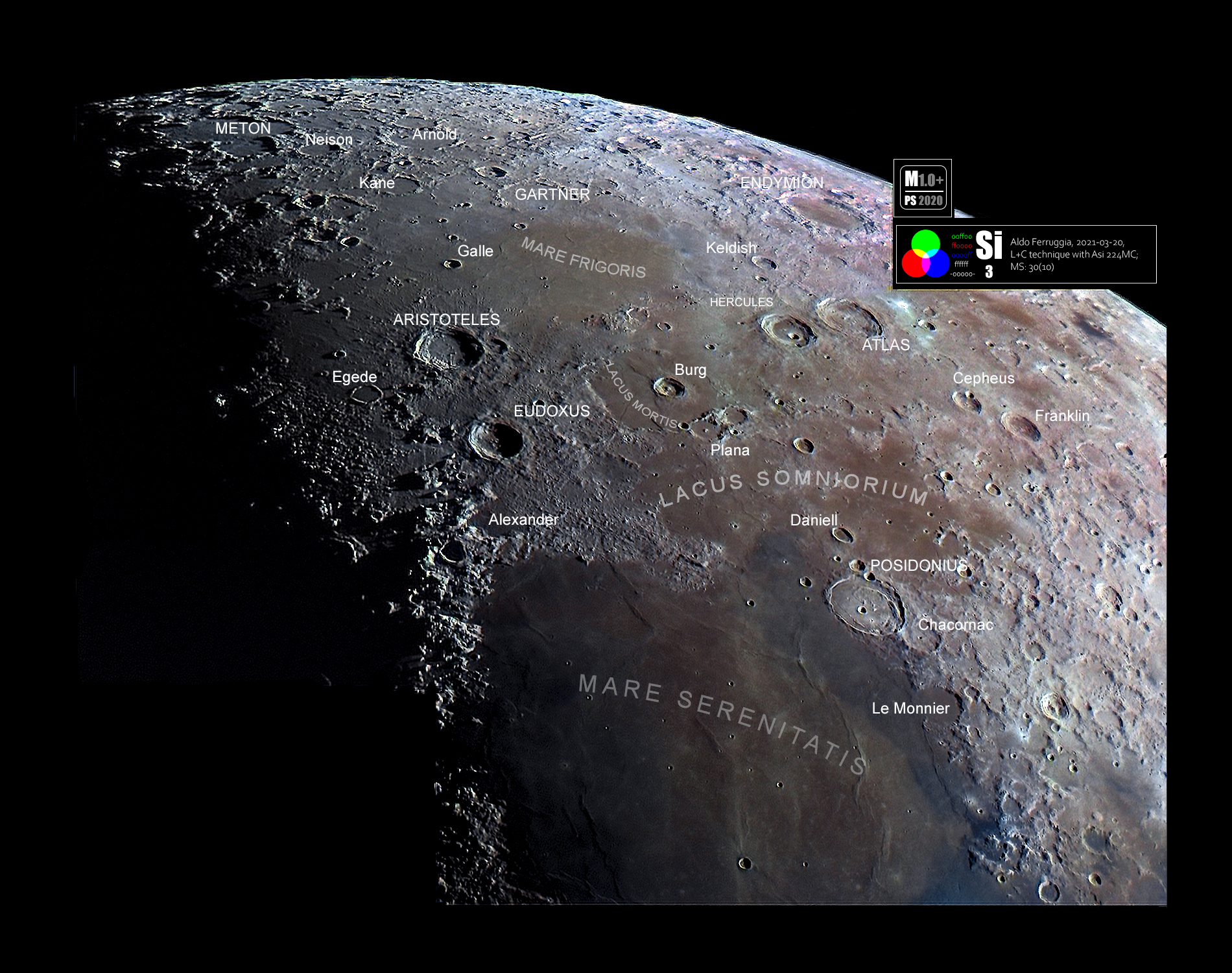
Eudoxus e strutture vicine in immagine selenocromatica

Eudoxus è un cratere lunare di 70,16 km situato nella parte nord-orientale della faccia visibile della Luna, a est dell'estremità settentrionale dei Montes Caucasus, a sud del cratere Aristoteles. A sud si trova la formazione erosa del cratere Alexander e a sudovest il piccolo cratere Lamèch.
Il bordo di Eudoxus presenta diversi terrazzamenti nella parte interna, e dei terrapieni leggermente erosi all'esterno. È assente il picco centrale, è presente un insieme di basse colline nel punto centrale della parete centrale. Il resto è relativamente livellato.
Il cratere è dedicato all'astronomo greco Eudosso di Cnido.

## Crateri correlati
Alcuni crateri minori situati in prossimità di Eudoxus sono convenzionalmente identificati, sulle mappe lunari, attraverso una lettera associata al nome.
| Eudoxus | Coordinate            | Diametro (in km) |
| ------- | --------------------- | ---------------- |
| A       | 45°49′48″N 20°05′24″E | 13,47            |
| B       | 45°39′36″N 17°21′00″E | 7,7              |
| D       | 43°21′00″N 13°13′12″E | 9,36             |
| E       | 44°24′00″N 21°10′12″E | 5,73             |
| G       | 45°24′36″N 18°46′48″E | 6,61             |
| J       | 40°48′00″N 20°17′24″E | 3,97             |
| U       | 43°53′24″N 20°16′12″E | 3,48             |
| V       | 43°04′12″N 18°48′36″E | 4,39             |